# اندیس باقرآباد
باقر آباد یک اندیس مصالح ساختمانی است که در حوالی شهر اصفهان استان اصفهان قرار دارد و مادهٔ معدنی موجود در آن، سنگ آهک است.  